# Futbol Club Barcelona Bàsquet 2019-2020
Questa voce raccoglie le informazioni riguardanti il Futbol Club Barcelona Bàsquet nelle competizioni ufficiali della stagione 2019-2020.

## Stagione
La stagione 2019-2020 del Futbol Club Barcelona Bàsquet è la 62ª nel massimo campionato spagnolo di pallacanestro, la Liga ACB.

## Roster
Aggiornato al 14 luglio 2019.
| FC Barcelona Lassa 2019-20 | FC Barcelona Lassa 2019-20 |
| Giocatori                  | Staff tecnico              |
| -------------------------- | -------------------------- |

| N. | Naz.                                           | Ruolo | Nome            | Anno | Alt.   | Peso   |  |
| -- | ---------------------------------------------- | ----- | --------------- | ---- | ------ | ------ |  |
| 0  | Stati Uniti (bandiera) · Uganda (bandiera)     | AC    | Brandon Davies  | 1991 | 208 cm | 109 kg |  |
| 3  | Canada (bandiera) · Slovenia (bandiera)        | PG    | Kevin Pangos    | 1993 | 188 cm | 82 kg  |  |
| 5  | Spagna (bandiera)                              | G     | Pau Ribas       | 1987 | 194 cm | 95 kg  |  |
| 8  | Ungheria (bandiera)                            | GA    | Ádám Hanga      | 1989 | 200 cm | 90 kg  |  |
| 10 | Lettonia (bandiera) · Spagna (bandiera)        | AG    | Rolands Šmits   | 1995 | 208 cm | 107 kg |  |
| 13 | Francia (bandiera)                             | P     | Thomas Heurtel  | 1989 | 189 cm | 91 kg  |  |
| 14 | Ucraina (bandiera)                             | C     | Artem Pustovyj  | 1992 | 216 cm | 96 kg  |  |
| 18 | Spagna (bandiera)                              | AG    | Pierre Oriola   | 1992 | 206 cm | 107 kg |  |
| 21 | Spagna (bandiera)                              | G     | Álex Abrines    | 1993 | 198 cm | 86 kg  |  |
| 22 | Stati Uniti (bandiera)                         | GA    | Cory Higgins    | 1989 | 196 cm | 82 kg  |  |
| 23 | Stati Uniti (bandiera)                         | PG    | Malcolm Delaney | 1989 | 191 cm | 86 kg  |  |
| 24 | Stati Uniti (bandiera) · Slovacchia (bandiera) | G     | Kyle Kuric      | 1989 | 193 cm | 88 kg  |  |
| 30 | Spagna (bandiera)                              | A     | Víctor Claver   | 1988 | 207 cm | 107 kg |  |
| 31 | Argentina (bandiera) · Italia (bandiera)       | GA    | Leandro Bolmaro | 2000 | 203 cm | 81 kg  |  |
| 32 | Spagna (bandiera)                              | AC    | Sergi Martínez  | 1999 | 202 cm | 90 kg  |  |
| 33 | Montenegro (bandiera) · Spagna (bandiera)      | AG    | Nikola Mirotić  | 1991 | 208 cm | 108 kg |  |
| 44 | Croazia (bandiera)                             | C     | Ante Tomić (C)  | 1987 | 217 cm | 119 kg |  |

| Allenatore                                                                                                 |
| - Svetislav Pešić                                                                                          |
| Assistente/i                                                                                               |
| - Ricard Casas - David García - Óscar Orellana Legenda - (C) Capitano - (IN) Inattivo - Infortunato Roster |

## Mercato

### Sessione estiva
| Acquisti | Acquisti        | Acquisti            | Acquisti      | Acquisti |
| R.a      | Nome            | da                  | Modalità      |          |
| -------- | --------------- | ------------------- | ------------- | -------- |
| AG       | Nikola Mirotić  | Milwaukee Bucks     | definitivo    |          |
| AC       | Brandon Davies  | Žalgiris Kaunas     | definitivo    |          |
| G        | Álex Abrines    | Free agent          | definitivo    |          |
| GA       | Cory Higgins    | CSKA Mosca          | definitivo    |          |
| PG       | Malcolm Delaney | Guangdong S. Tigers | definitivo    |          |
| GA       | Leandro Bolmaro | Barcellona B        | fine prestito |          |
| C        | Atoumane Diagne | Barcellona B        | fine prestito |          |

| Cessioni | Cessioni        | Cessioni          | Cessioni       | Cessioni |
| R.       | Nome            | a                 | Modalità       |          |
| -------- | --------------- | ----------------- | -------------- | -------- |
| G        | Jaka Blažič     | Cedevita Olimpija | fine contratto |          |
| G        | Aleix Font      | Bamberger         | prestito       |          |
| AC       | Chris Singleton | Anadolu Efes      | fine contratto |          |
| C        | Kevin Séraphin  | Free agent        | fine contratto |          |
| C        | Atoumane Diagne | Limoges CSP       | prestito       |          |

### Dopo l'inizio della stagione
| Acquisti | Acquisti   | Acquisti  | Acquisti        | Acquisti      |
| R.       | Nome       | da        | Data            | Modalità      |
| -------- | ---------- | --------- | --------------- | ------------- |
| G        | Aleix Font | Bamberger | 4 novembre 2019 | fine prestito |

| Cessioni | Cessioni        | Cessioni   | Cessioni        | Cessioni    |
| R.       | Nome            | a          | Data            | Modalità    |
| -------- | --------------- | ---------- | --------------- | ----------- |
| G        | Aleix Font      | Obradoiro  | 4 novembre 2019 | prestito    |
| PG       | Malcolm Delaney | Free agent | 14 maggio 2020  | rescissione |